# Goslar
Goslar (pronunciación en alemán: /ˈɡɔslaɐ̯/ⓘ) es una ciudad perteneciente al estado federado de Baja Sajonia (Alemania) con un total de 42 811 habitantes (2005). Se ubica a los pies de la sierra del Harz. La ciudad histórica de Goslar con las Minas de Rammelsberg fueron declaradas Patrimonio de la Humanidad por la Unesco en el año 1992, uniéndose a la declaración el sistema de gestión hidráulica del Alto Harz en 2010.

## Geografía

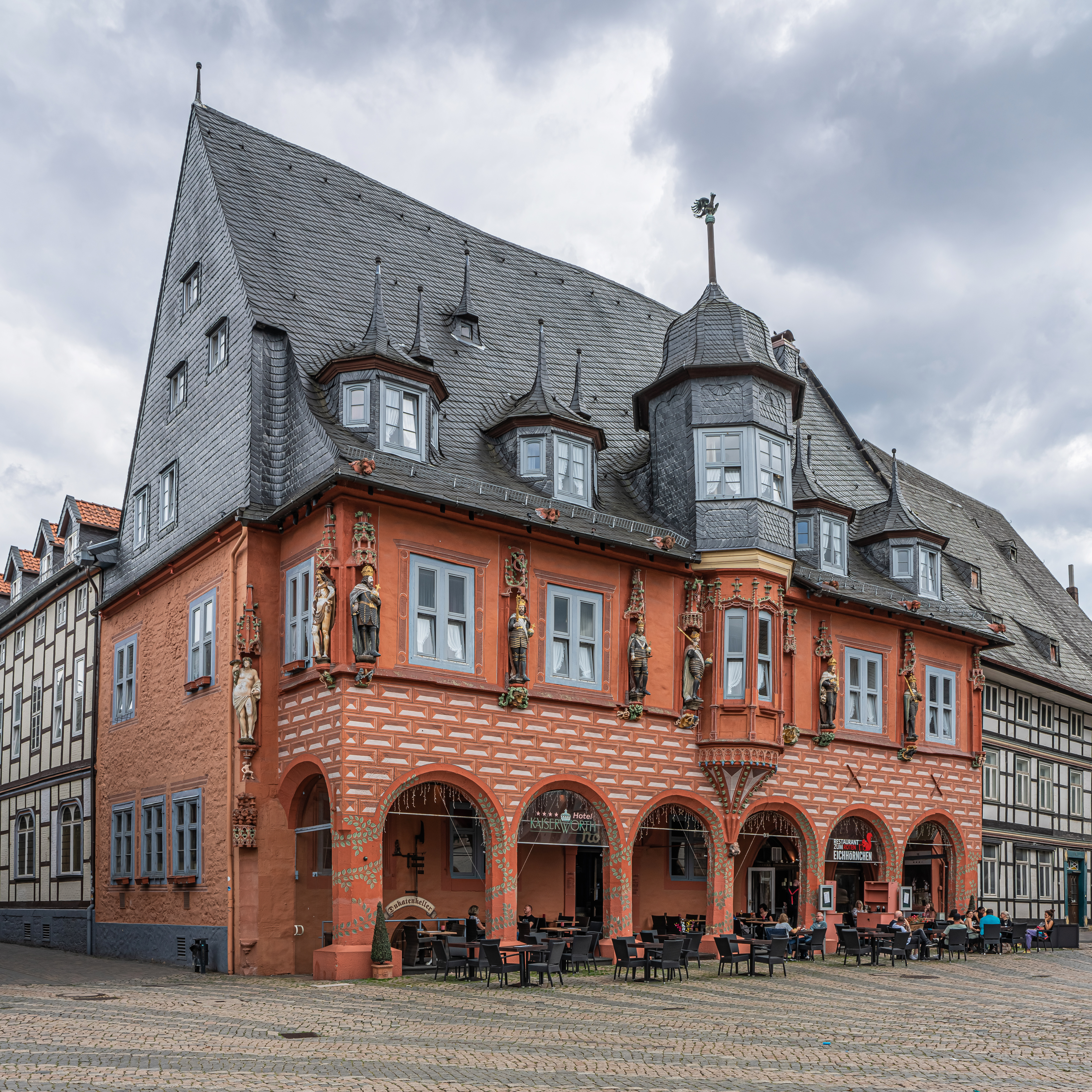
Kaiserworth.

La ciudad se encuentra en las cercanías de la sierra del Harz en la frontera exterior del Salzgitter-Höhenzug, y a través de la ciudad cruza el río Gose. Las ciudades más cercanas son: Bad Harzburg (10 km al este) y Wernigerode (27 km al este). Al sur se halla Osterode a casi 30 km de distancia. Al norte, a casi 16 km la ciudad de Salzgitter, al oeste a 10 km se encuentra la ciudad de Langelsheim.
| | Ene | Feb | Mar | Abr | May | Jun | Jul | Ago | Sep | Oct | Nov | Dic | Año   |
| --- | --- | --- | --- | --- | --- | --- | --- | --- | --- | --- | --- | --- | ----- |
| Tmax | 10  | 10  | 11  | 12  | 14  | 17  | 18  | 19  | 17  | 15  | 11  | 11  | 13.75 |
| Tmin | 0   | 0   | 2   | 3   | 5   | 8   | 10  | 10  | 9   | 6   | 4   | 1   | 4.8   |
| P | 110 | 80  | 90  | 60  | 60  | 70  | 70  | 90  | 100 | 120 | 120 | 100 | 1070  |
| Tmax=Temperatura media diaria máxima (°C) Tmin=Temperatura media diaria mínima (°C) P=Precipitación media (lluvia) (mm) Fuente: Wetterstation Rammelsberg |     |     |     |     |     |     |     |     |     |     |     |     |       |

## Cultura y turismo
La ciudad de Goslar y las minas han sido declaradas Patrimonio de la Humanidad por la UNESCO.
Goslar tiene dos especialidades culinarias: el queso Harz y la cerveza Gose.
Museos
- Goslarer Museum
- Museo de las Minas de Rammelsberg (Patrimonio de la Humanidad)
- Museum des späten Mittelalters (im Zwinger)
- Mönchehaus-Museum Moderne Kunst
- Zinnfiguren-Museum
- Musikinstrumente- und Puppenmuseum
- Jäger-Erinnerungsstätte
- Zwinger
- Heimatstube Hahnenklee

Edificios históricos
- Romanische Kaiserpfalz
- Marktplatz mit gotischem Rathaus und der evgl. Marktkirche St. Cosmas und Damian
- Großes Heiliges Kreuz (Hospiz aus dem Mittelalter)
- Kleines Heiliges Kreuz
- Domvorhalle (der Stiftskirche St. Simon und Judas von 1047)
- Kaiserworth (Gildehaus aus dem Jahre 1494, heute Hotel)
- Brusttuch (Patrizierhaus aus dem Jahre 1521)
- St. Annenhaus (Ältestes vollständig erhaltene Fachwerkhaus aus dem Jahre 1488)
- Siemenshaus (Stammhaus der Industriellenfamilie aus dem Jahre 1693)
- Lohmühle (frühes 16. Jahrhundert)
- Evgl. Klosterkirche St. Peter und Paul (Frankenberg)
- Evgl. Stephaniekirche (Barockkirche)
- Evgl. Neuwerkkirche St. Mariae in horto, (stilrein romanisch)
- Kath. St.-Jakobikirche, romanische Kirche, seit 1803 katholisch
- Klauskapelle
- Zahlreiche historische Wohnbauten zum Teil aus Fachwerk bzw. Stein.
- Geburtshaus des Moritz von Sachsen
- Stadtbefestigung (mit Zwinger und Breitem Tor)
- Neuromanisches Bahnhofsgebäude
- Gustav-Adolf-Stabkirche (Hahnenklee)

## Demografía

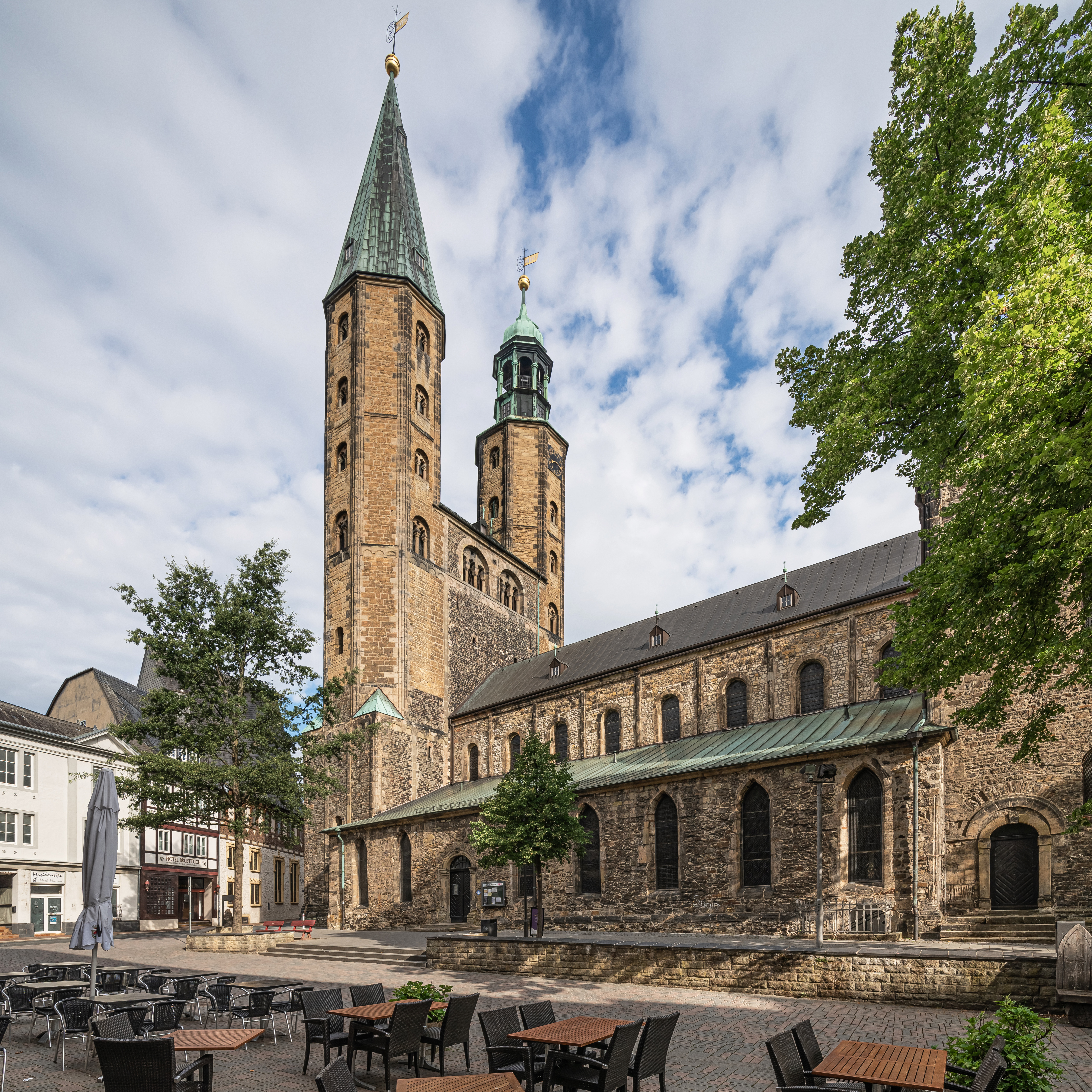
Iglesia de los Stos. Cosmé y Damián.

| Habitantes registrados                                               | 44.916 | 44.567 | 44.278 | 44.123 | 43.896 | 43.727 | 43.422 | 42.811 |
| Fuente: Municipality of Goslar (Tomado: 31 de diciembre de cada año) |        |        |        |        |        |        |        |        |

## Ciudades hermanadas
La ciudad de Goslar está hermanada con las siguientes ciudades:
- Arcachón en Francia desde 1965
- Windsor and Maidenhead en Reino Unido desde 1969
- Beroun en la República Checa desde 1989
- Brzeg en Polonia desde 2000
- Ra'anana en Israel desde 2006